# Grammy Award for Best Country Instrumental Performance
Der Grammy Award for Best Country Instrumental Performance, auf Deutsch „Grammy-Auszeichnung für die beste Darbietung eines Countryinstrumentals“, ist ein Musikpreis, der von 1970 bis 2011 von der amerikanischen Recording Academy im Bereich der Country-Musik verliehen wurde.

## Geschichte und Hintergrund
Die seit 1959 verliehenen Grammy Awards werden jährlich in zahlreichen Kategorien von der Recording Academy in den Vereinigten Staaten vergeben, um künstlerische Leistung, technische Kompetenz und hervorragende Gesamtleistung ohne Rücksicht auf die Album-Verkäufe oder Chart-Position zu würdigen.
Eine dieser Kategorien war der Grammy Award for Best Country Instrumental Performance. Der Preis wurde von 1970 bis 2011 vergeben und hieß von 1986 bis 1989 Grammy Award for Best Country Instrumental Performance (Orchestra, Group or Soloist).
Im Jahr 2012 wurde der Preis in einer umfassenden Überarbeitung der Grammy-Kategorien eingestellt. Ab 2012 wurden die besten Country-Instrumentaldarbietungen entweder in der Kategorie Grammy Award for Best Country Solo Performance oder der Kategorie Grammy Award for Best Country Duo/Group Performance vergeben.

## Gewinner und Nominierte
| Jahr | Gewinner |                                           | Werk                                                                 | Nominierte | Bild des/der Gewinner(s) |
| ---- | --- | ----------------------------------------- | -------------------------------------------------------------------- | ---------- | ------------------------ |
| 1970 | The Nashville Brass und Danny Davis | Vereinigte Staaten                        | The Nashville Brass Featuring Danny Davis Play More Nashville Sounds |            |                          |
| 1971 | Chet Atkins und Jerry Reed | Vereinigte Staaten                        | Me & Jerry                                                           |            |                          |
| 1972 | Chet Atkins | Vereinigte Staaten                        | Snowbird                                                             |            |                          |
| 1973 | Charlie McCoy | Vereinigte Staaten                        | Charlie McCoy/The Real McCoy                                         |            |                          |
| 1974 | Steve Mandell und Eric Weissberg | Vereinigte Staaten                        | Dueling Banjos                                                       |            |                          |
| 1975 | Chet Atkins und Merle Travis | Vereinigte Staaten                        | The Atkins-Travis Traveling Show                                     |            |                          |
| 1976 | Chet Atkins | Vereinigte Staaten                        | The Entertainer                                                      |            |                          |
| 1977 | Chet Atkins und Les Paul | Vereinigte Staaten                        | Chester and Lester                                                   |            |                          |
| 1978 | Hargus "Pig" Robbins | Vereinigte Staaten                        | Country Instrumentalist of the Year                                  |            |                          |
| 1979 | Asleep at the Wheel | Vereinigte Staaten                        | One O’Clock Jump                                                     |            |                          |
| 1980 | Doc Watson und Merle Watson | Vereinigte Staaten                        | Big Sandy/Leather Britches                                           |            |                          |
| 1981 | Gilley’s Urban Cowboy Band | Vereinigte Staaten                        | Orange Blossom Special/Hoedown                                       |            |                          |
| 1982 | Chet Atkins | Vereinigte Staaten                        | Country After All These Years                                        |            |                          |
| 1983 | Roy Clark | Vereinigte Staaten                        | Alabama Jubilee                                                      |            |                          |
| 1984 | New South | Vereinigte Staaten                        | Fireball                                                             |            |                          |
| 1985 | Ricky Skaggs | Vereinigte Staaten                        | Wheel Hoss                                                           |            |                          |
| 1986 | Chet Atkins und Mark Knopfler | Vereinigte Staaten Vereinigtes Königreich | Cosmic Square Dance                                                  |            |                          |
| 1987 | Ricky Skaggs | Vereinigte Staaten                        | Raisin’ the Dickins                                                  |            |                          |
| 1988 | Asleep at the Wheel | Vereinigte Staaten                        | String of Pars                                                       |            |                          |
| 1989 | Asleep at the Wheel | Vereinigte Staaten                        | Sugarfoot Rag                                                        |            |                          |
| 1990 | Randy Scruggs | Vereinigte Staaten                        | Amazing Grace                                                        |            |                          |
| 1991 | Chet Atkins und Mark Knopfler | Vereinigte Staaten Vereinigtes Königreich | So Soft, Your Goodbye                                                |            |                          |
| 1992 | Mark O’Connor | Vereinigte Staaten                        | The New Nashville Cats                                               |            |                          |
| 1993 | Chet Atkins und Jerry Reed | Vereinigte Staaten                        | Sneakin’ Around                                                      |            |                          |
| 1994 | Asleep at the Wheel, Chet Atkins, Eldon Shamblin, Johnny Gimble, Marty Stuart, Reuben "Lucky Oceans" Gosfield und Vince Gill                | Vereinigte Staaten                        | Red Wing                                                             |            |                          |
| 1995 | Chet Atkins | Vereinigte Staaten                        | Young Thing                                                          |            |                          |
| 1996 | Asleep at the Wheel, Béla Fleck und Johnny Gimble                                                                                           | Vereinigte Staaten                        | Hightower                                                            |            |                          |
| 1997 | Chet Atkins | Vereinigte Staaten                        | Jam Man                                                              |            |                          |
| 1998 | Alison Krauss & Union Station | Vereinigte Staaten                        | Little Liza Jane                                                     |            |                          |
| 1999 | Vince Gill und Randy Scruggs | Vereinigte Staaten                        | A Soldier’s Joy                                                      |            |                          |
| 2000 | Tommy Allsup, Asleep at the Wheel, Floyd Domino, Larry Franklin, Vince Gill und Steve Wariner                                               | Vereinigte Staaten                        | Bob’s Breakdowns                                                     |            |                          |
| 2001 | Alison Brown und Béla Fleck | Vereinigte Staaten                        | Leaving Cottondale                                                   |            |                          |
| 2002 | Jerry Douglas, Vince Gill, Albert Lee, Steve Martin, Leon Russell, Earl Scruggs, Gary Scruggs, Randy Scruggs, Paul Shaffer und Marty Stuart | Vereinigte Staaten Vereinigtes Königreich | Foggy Mountain Breakdown                                             |            |                          |
| 2003 | Dixie Chicks | Vereinigte Staaten                        | Lil’ Jack Slade                                                      |            |                          |
| 2004 | Alison Krauss & Union Station | Vereinigte Staaten                        | Cluck Old Hen                                                        |            |                          |
| 2005 | Nitty Gritty Dirt Band mit Earl Scruggs, Randy Scruggs, Vassar Clements und Jerry Douglas                                                   | Vereinigte Staaten                        | Earl’s Breakdown                                                     |            |                          |
| 2006 | Alison Krauss & Union Station | Vereinigte Staaten                        | Unionhouse Branch                                                    |            |                          |
| 2007 | Bryan Sutton und Doc Watson | Vereinigte Staaten                        | Whiskey Before Breakfast                                             |            |                          |
| 2008 | Brad Paisley | Vereinigte Staaten                        | Throttleneck                                                         |            |                          |
| 2009 | Brad Paisley, James Burton, Vince Gill, John Jorgenson, Albert Lee, Brent Mason, Redd Volkaert und Steve Wariner                            | Vereinigte Staaten Vereinigtes Königreich | Cluster Pluck                                                        |            |                          |
| 2010 | Steve Wariner | Vereinigte Staaten                        | Producer’s Medley                                                    |            |                          |
| 2011 | Marty Stuart | Vereinigte Staaten                        | Hummingbyrd                                                          |            |                          |